# The Awakening (film 1914 Taylor)
The Awakening è un cortometraggio muto del 1914 diretto da William Desmond Taylor.

## Produzione
Il film fu prodotto dalla Balboa Amusement Producing Company. Venne girato a Long Beach, la cittadina californiana sede della casa di produzione.

## Distribuzione
Distribuito dalla Box Office Attractions Company e presentato da William Fox, il film - un cortometraggio di tre bobine - uscì nelle sale cinematografiche statunitensi il 5 ottobre 1914.